# 3-nitrobenzantrone
Il 3-nitrobenzantrone è un chetone aromatico presente nelle emissioni allo scarico dei motori Diesel. È un potente agente cancerogeno. Ha prodotto il più alto punteggio mai registrato nel test di Ames, un test genetico per l'analisi della genotossicità di una sostanza, di gran lunga maggiore rispetto alla sostanza che deteneva precedentemente il più alto punteggio, l'1,8-dinitropirene, anch'esso presente nei gas di scarico dei motori Diesel.